# Latarnia (architektura)

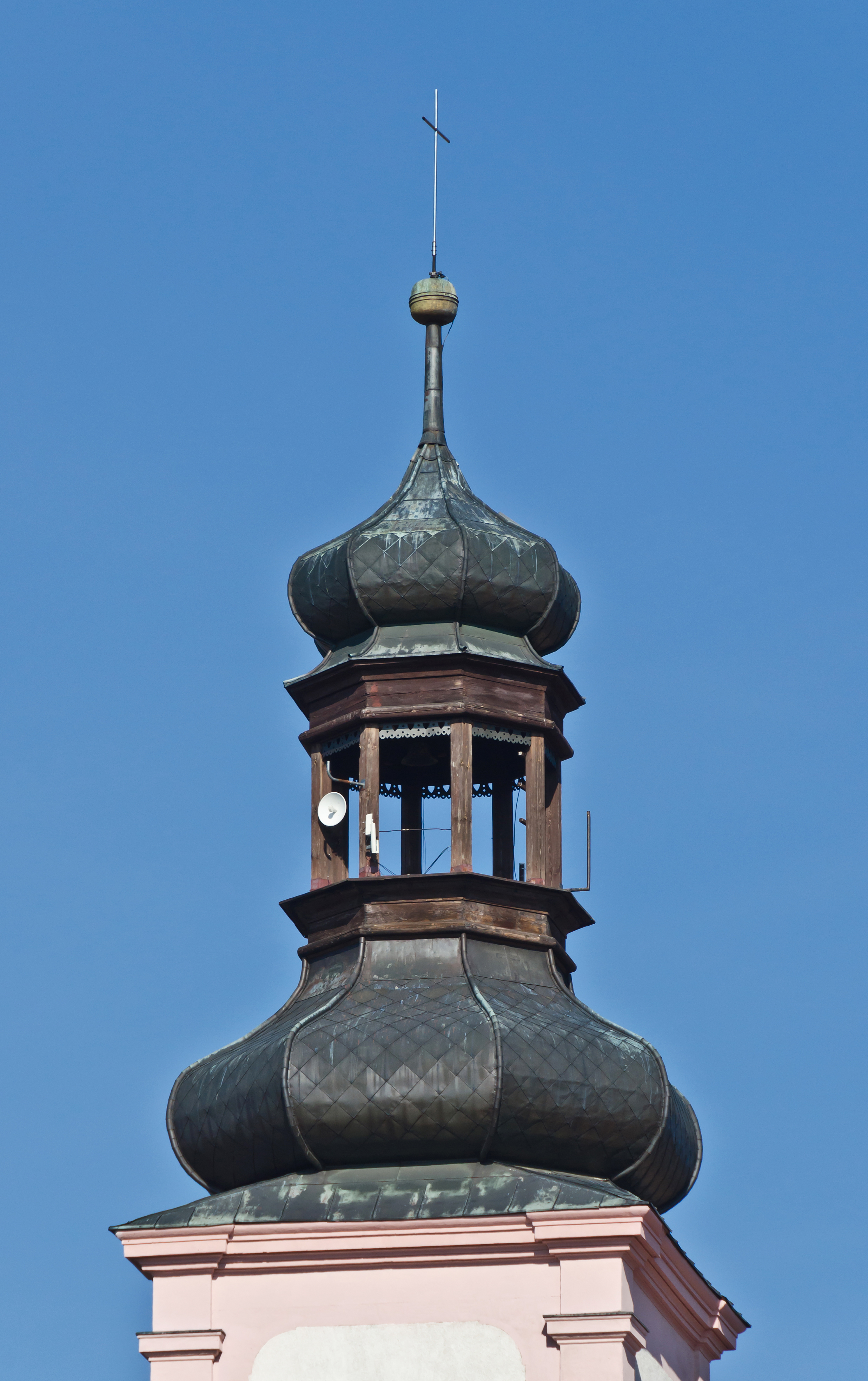
Barokowy hełm z latarnią na wieży kościoła św. Piotra i Pawła w Bożkowie

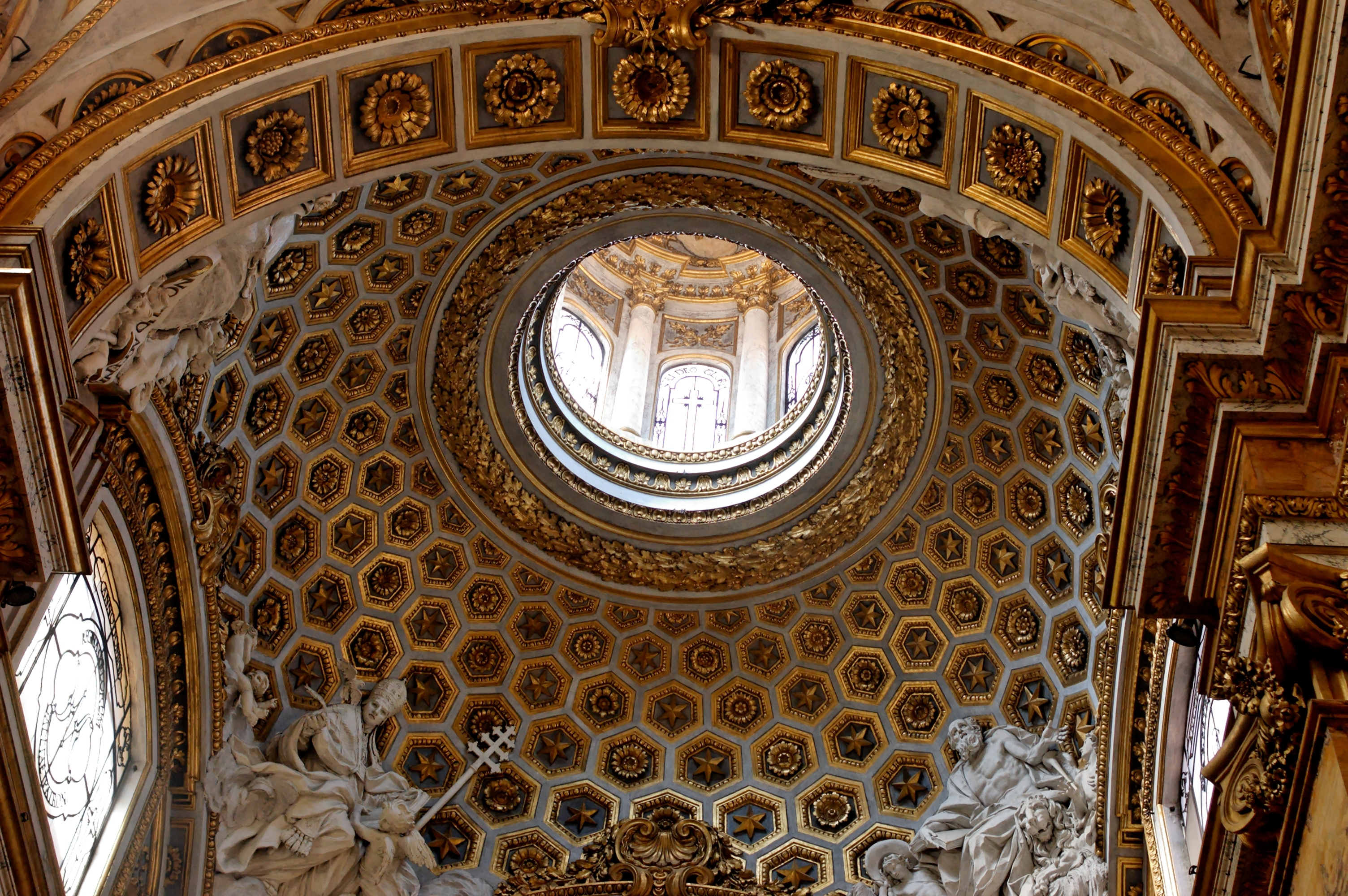
Latarnia na kopule doświetlająca wnętrze w kościele św. Ludwika Króla Francji w Rzymie

Latarnia – cylinder umieszczony na górnym pierścieniu kopuły lub na dachu, z otworami doświetlającymi wnętrze. Budowana zwykle na planie koła lub wieloboku foremnego. Latarnia zazwyczaj przykrywana była hełmem, a jej ściany często zdobione były spływami wolutowymi, pilastrami, kolumienkami lub hermami.
W średniowieczu na skrzyżowaniu naw i transeptu budowano doświetlające wieże-latarnie. W renesansie i baroku często stosowane jako zwieńczenie kopuł. W Polsce ze znanych kopuł z latarnią należy wymienić przykrycie kaplicy Zygmuntowskiej na Wawelu.
Latarnią nazywana jest także nadbudówka z oknami nad dachem doświetlająca pomieszczenie pod nim (np. klatkę schodową).